# Örencik, Çatalca
Örencik là một xã thuộc huyện Çatalca, tỉnh Istanbul, Thổ Nhĩ Kỳ. Dân số thời điểm năm 2010 là 794 người.